# 雍河乡
雍河乡，是中华人民共和国四川省广元市苍溪县曾经下辖的一个乡。2020年5月，撤销雍河乡、新观乡，将原雍河乡和原新观乡所属行政区域划归龙王镇管辖。

## 行政区划
雍河乡撤销前下辖以下地区：
平祥社区、松光村、甘家村、石牛村、桃园村、乐园村、二郎村、高家村、白云村和花坪村。